# Germain Henri Hess

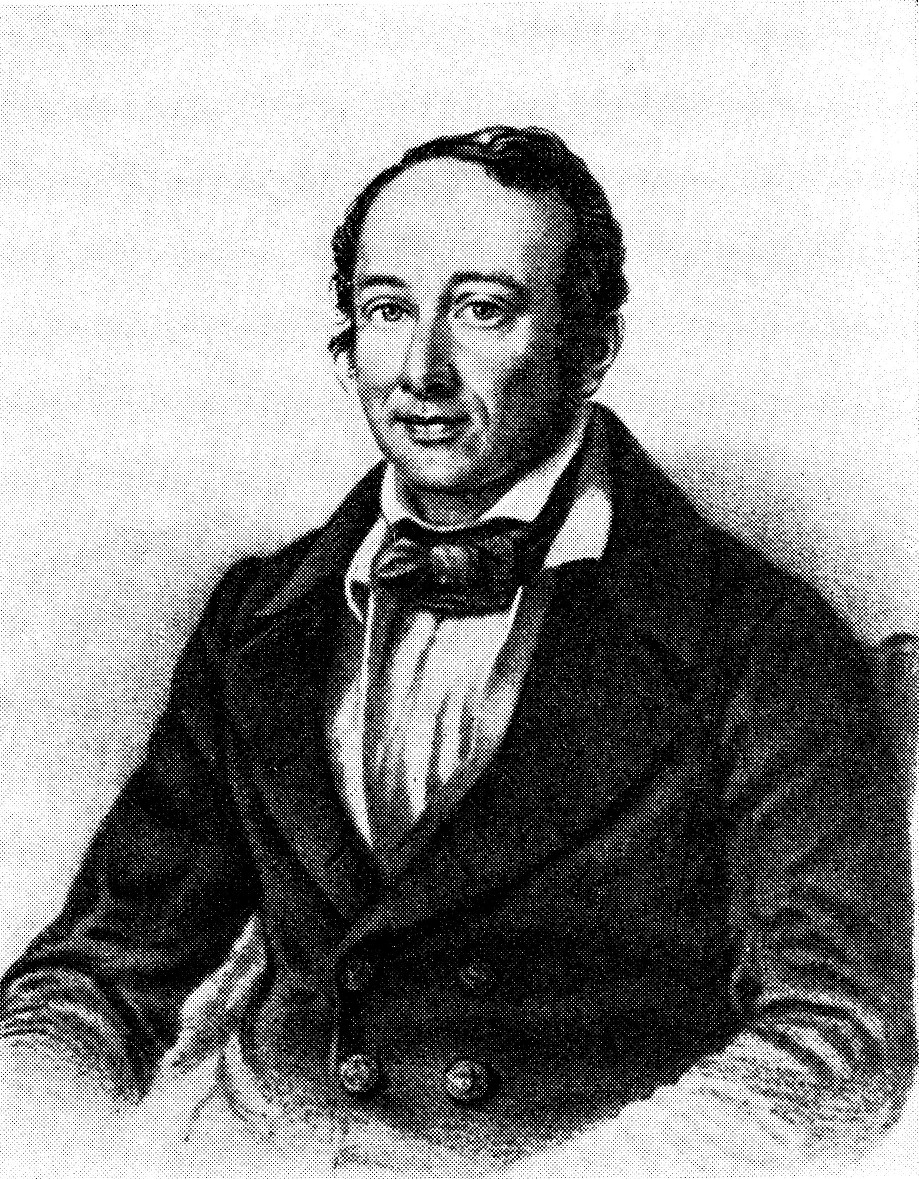
Germain Henri Hess.

Germain Henri Hess (ryska: Герман Иванович Гесс, German Ivanovitj Gess), född 7 augusti 1802 i Genève, död 30 november (g.s.) / 12 december (n.s.) 1850 i Sankt Petersburg, var en schweizisk-rysk kemist.
Hess kom i sitt tredje år till Ryssland, studerade till en början medicin och företog 1827-29 en vetenskaplig resa till Sibirien, varpå han blev professor i kemi vid universitetet och bergskåren i Sankt Petersburg. Hess utförde en mängd analyser av oorganiska och organiska ämnen, men är mest känd genom sina undersökningar över värmeutvecklingen vid kemiska processer, varigenom han 1840 fördes till uppställandet av Hess lag. Trots att han därför måste betraktas som termokemins grundläggare, råkade hans förtjänster på detta område helt i glömska, ända tills de i en senare tid genom Wilhelm Ostwald åter framdrogs i ljuset. Denna rehabilitering är så mycket mera välförtjänt, som Hess själv på sin tid gjort en motsvarande tjänst (beträffande stökiometrin) åt minnet av Jeremias Benjamin Richter.